# Maurizio Lazzaro de Castiglioni
Maurizio Lazzaro de'Castiglioni (Milano, 27 marzo 1888 – Roma, 30 agosto 1952) è stato un generale italiano.
Pluridecorato ufficiale, veterano della guerra italo-turca e della prima guerra mondiale, durante la seconda fu dapprima Capo ufficio operazioni dello Stato maggiore del Regio Esercito, e poi comandante della 5ª Divisione alpina "Pusteria". Nel secondo dopoguerra fu Comandante della forze terrestri alleate del sud Europa (FTASE Land South).

## Biografia
Nacque a Milano il 27 marzo 1888, si arruolò nel Regio Esercito frequentando l'Accademia Militare di Modena, da cui uscì con il grado di sottotenente nel 1910.
Prese parte alla guerra italo-turca combattendo in Libia a partire dal 1911. Fu decorato con una Medaglia d'argento al valor militare per il suo comportamento nel combattimento di Bu Mofer, (10 ottobre 1912) in seno al battaglione alpini "Edolo", e due medaglie di bronzo e la promozione a tenente per merito di guerra ottenuta il 19 dicembre 1912. Durante la grande guerra si batté sul Tonale e sulle Dolomiti. Comandante di una centuria del 5º Reggimento alpini viene decorato con una seconda Medaglia d'argento per aver conquistato una posizione nemica in alta montagna, e il 25 agosto 1915 con rapida mossa, alla testa del suo reparto, si impadronisce di Cima Payer, nella zona dell'Adamello. Con la conquista di Cima Payer il suo reparto d'assalto diviene noto come "Centuria Valcamonica", e fu protagonista di numerose, audaci, imprese. Il reparto venne sciolto in seguito al suo ferimento, avvenuto in seguito allo scoppio di un proiettile d'artiglieria sul Monticelli che ne causò l'amputazione della mano destra. Rimasto esposto al freddo intenso, subì il congelamento e gli dovettero essere amputate le dita del piede. Rientrato in servizio dopo la convalescenza, nel 1917 fu assegnato con il grado di maggiore al Comando Supremo, impiegato come ufficiale di Stato maggiore.
Dopo la fine del conflitto, tra il 1921 e il 1922 frequentò la Scuola di guerra dell'esercito, e nel 1926 assunse il comando del battaglione alpino "Edolo". Promosso colonnello nel 1934, ricopre importanti incarichi, anche in seno alla Scuola di guerra e allo Stato maggiore del Regio Esercito, assumendo poi il comando del 2º Reggimento alpini.  Con Regio Decreto del 4 giugno 1934 è promosso colonnello per meriti eccezionali. A partire dal 1937 presta servizio presso il Ministero della guerra, e nel gennaio 1940 è promosso al grado di generale di brigata.
Con l'entrata in guerra dell'Italia, il 10 giugno 1940, assume l'incarico di Capo ufficio operazioni dello Stato maggiore passando come generale di divisione, il 1º ottobre 1942, al comando della 5ª Divisione alpina "Pusteria" appena rientrata dalla Jugoslavia, ora in riordinamento in Liguria, nell'area di La Spezia.
La divisione agli ordini del generale De Castiglioni fu impiegata dall'11 novembre in poi sul fronte alpino occidentale e lui si distinse per le iniziative a tutela della comunità ebraica nei territori francesi occupati. 
Con la proclamazione dell'armistizio dell'8 settembre 1943 riesce a sfuggire alla cattura da parte delle truppe tedesche, trasferendosi al sud dove collaborò con il Ministero della guerra, svolgendo incarichi speciali, alla ricostituzione delle unità dell'esercito.
Nel secondo dopoguerra fu elevato al rango di generale di corpo d'armata e ricoprì gli incarichi di comandante militare territoriale di Palermo, nel 1946 della Divisione di sicurezza interna "Aosta" a Messina, comandante militare territoriale di Padova e quindi di Verona. Nel 1951 diviene Comandante delle forze terrestri alleate del sud Europa (FTASE Land South), uno dei posti di comando più importanti nell'ambito della NATO.
Collocato a riposo per raggiunti limiti di età il 30 agosto 1952, si spense a Roma nel 1962.